# Epidendrum pastranae
Epidendrum pastranae är en orkidéart som beskrevs av Eric Hágsater. Epidendrum pastranae ingår i släktet Epidendrum och familjen orkidéer. Inga underarter finns listade i Catalogue of Life.